# Munio Rodrigues (morto em 1020)
Munio Rodrigues Canis e também Mor (em castelhano: Munio Rodríguez;  m.1020), foi um rico-homem do Reino de Leão que governou as terras das Astúrias depois da morte do rei Afonso V.

## Biografia
As origens do conde Munio são incertas. Aparece nos documentos medievais desde 992 até 1020. Foi o fundador do Mosteiro de Cartavio e, devido à relação de sua descendente, Ximena Moniz com o rei Afonso VI, é antepassado dos reis de Portugal.

## Matrimónio e descendência
Casou com Enderquina Froilaz, filha do conde Froila Velaz e de sua segunda esposa Eilo. Deste casamento nasceram:
- Munio Munhos (m. ca. 1063), casou duas vezez, com Jimena Munhoz filia do conde Munio Fernandez "de Somiedo" e de Jimena Froilaz, e depois de enviuvar com Muniadona Jimenes, filia do conde Jimeno Jimenez e a condessa Aragonte, e irmã do conde Piniolo Jimenes.[b]
- Aldonça Munhos, esposa do conde Piniolo Jimenes, os fundadores do Mosteiro de São João Bautista de Corias.
- Elo Munhos, a esposa do conde Gonçalo Munhos.
- Mor Munhos, que casou com o conde Munio Fernandes.
- Elvira Munhos, esposa do conde Fernando Munhos.